# Charagua
Charagua – miasto w Boliwii, w departamencie Santa Cruz, w prowincji Cordillera.